# Lendalfoot
Lendalfoot est un village situé dans le South Ayrshire, en Écosse.